# Хонаунау-Напо'о'опо
Хонаунау-Напо'о'опо насељено је место за статистичке потребе у америчкој савезној држави Хаваји. По попису становништва из 2010. у њему је живело 2.567 становника.

## Демографија
Према попису становништва из 2010. у граду је живело 2.567 становника, што је 153 (6,3%) становника више него 2000. године.
| Група             | 2000.       | 2010.       |
| Белци             | 839 (34,8%) | 935 (36,4%) |
| Афроамериканци    | 7 (0,3%)    | 7 (0,3%)    |
| Азијати           | 422 (17,5%) | 387 (15,1%) |
| Хиспаноамериканци | 148 (6,1%)  | 370 (14,4%) |
| Укупно            | 2.414       | 2.567       |